# حي التعاون (الرياض)
حي التعاون هو أحد أحياء شمال مدينه الرياض التابعة لبلدية العليا ، ويحده من الشمال الطريق الدائري الشمالي ومن الشرق طريق عثمان بن عفان ومن الجنوب طريق الإمام سعود بن عبد العزيز بن محمد ومن الغرب طريق أبي بكر الصديق
يجاوره من الشمال حي الوادي ومن الشمال الشرقي حي الفلاح ومن الشرق حي الازدهار ومن الجنوب الشرقي حي المغرزات ومن الجنوب حي النزهة ومن الجنوب الغربي حي المرسلات ومن الغرب حي المصيف ومن الشمال الغربي حي النفل

## شوارع رئيسية
- شارع الحسين بن علي
- شارع العباس بن عبد المطلب
- شارع حائل
- شارع الأحمدي

## المساجد
- جامع الجوهرة بنت إبراهيم
- جامع القاضي
- جامع عمر بن الخطاب
- جامع الزهراء
- مسجد الفاروق
- مسجد ابن القيم الجوزية
- مسجد الأميرة شاهيناز￼
- مسجد السلام
- جامع موضي بنت عبدالمحسن العنقري